# Список эпизодов телесериала «Строго на юг»
«Строго на юг» (англ. Due South) — канадский детективный и комедийный телевизионный сериал 90-х годов. Впервые фильм вышел на экраны в 1994 году, закончился в 1999 году.
Сериал повествует о приключениях вымышленного офицера Канадской королевской конной полиции констебля Бентона Фрейзера и Диффенбейкера — глухого полуволка—полупса в Чикаго.
Методы Фрейзера, раньше работавшего в условиях дикой природы, значительно отличаются от тех, что обычно используют в чикагской полиции. Кроме того, он чрезвычайно вежлив, выдержан, доброжелателен и честен, что также отличает его от остальных. Этот необычный центральный персонаж и его взаимоотношения с окружающей действительностью составляют лейтмотив сериала.

## Сезоны и эпизоды

### Первый сезон
| # | #    | Название                                                           | Режиссёр         | Автор сценария                         | Дата выхода в эфир (Канада) | Дата выхода в эфир (США) |
| --- | ---- | ------------------------------------------------------------------ | ---------------- | -------------------------------------- | --------------------------- | ------------------------ |
| 1 | 1.00 | «Пилотный эпизод»                                                  | Фред Гербер      | Пол Хаггис                             | 26 апреля 1994 г.           | 26 апреля 1994 г.        |
| После убийства канадского конного полицейского его сын Бентон отправляется в Чикаго по следам убийц. Ему предстоит выяснить, что же произошло, и докопаться до истинных причин убийства. В этом ему помогает детектив чикагской полиции Рэй Веккио Саундтрек: "From a Million Miles" в исполнении Single Gun Theory и "Superman's Song" в исполнении Crash Test Dummies                          |      |                                                                    |                  |                                        |                             |                          |
| 2 | 1.01 | «Free Willie / Освободите Вилли»                                   | Джордж Блумфилд  | Кэти Севин, Пол Хаггис                 | 22 сентября 1994 г.         | 22 сентября 1994 г.      |
| Констебль Фрейзер начинает новую жизнь в Чикаго на съёмной квартире. Он задерживает вооруженного пистолетом мальчишку-карманника. Пистолет недавно использовался при ограблении. Фрейзер убеждён, что мальчик не замешан в преступлении. Они с Рэем начинают своё расследование… Саундтрек: "It's All Over" в исполнении The Headstones                                                          |      |                                                                    |                  |                                        |                             |                          |
| 3 | 1.02 | «Diefenbaker's Day Off / Выходной Дифенбейкера»                    | Джо Скэнлэн      | Кэти Слевин                            | 29 сентября 1994 г.         | 29 сентября 1994 г.      |
| Фрейзер помогает девочке, отец которой замешан в мошенничестве со страховкой. Этим делом занимается крайне любопытная журналистка, которая собирается вывести всех, в том числе и Фрейзера, на чистую воду. Саундтрек: "American Woman" в исполнении The Guess Who |      |                                                                    |                  |                                        |                             |                          |
| 4 | 1.03 | «Manhunt / Охота на человека»                                      | Пол Линч         | Пол Хаггис                             | 6 октября 1994 г.           | 6 октября 1994 г.        |
| Сержант Бак Фробишер в исполнении Лесли Нильсена бежит из Канады, спасаясь от мести беглого преступника Гарольда Гайгера, которого он когда-то отправил за решётку. Гайгер не остановится ни перед чем, чтобы убить Фробишера, а Фрейзеру и Рэю придётся остановить его и предать правосудию… |      |                                                                    |                  |                                        |                             |                          |
| 5 | 1.04 | «They Eat Horses, Don't They? / Они едят лошадей, не так ли?»      | Тим Бонд         | Стивен Найгер                          | 13 октября 1994 г.          | 13 октября 1994 г.       |
| Посетив супермаркет, Фрейзер и Рэй оказываются замешанными в дело об отравлении мясом. Приступив к расследованию, они узнают, что мясо, которое сбывалось с прилавка – далеко не говядина… Саундтрек: "Uphill Battle" в исполнении Сары Маклахлан |      |                                                                    |                  |                                        |                             |                          |
| 6 | 1.05 | «Pizzas and Promises / Пицца и обещания»                           | Джордж Блумфилд  | Дэвид Шор                              | 20 октября 1994 г.          | 20 октября 1994 г.       |
| Пока Рэй пытается не заплатить доставщику пиццы, у последнего угоняют машину. Тогда Рэй и Фрейзер отправляются работать под прикрытием в салон подержанных автомобилей, владельцев которого они подозревают в мошенничестве… |      |                                                                    |                  |                                        |                             |                          |
| 7 | 1.06 | «Chinatown / Чайнатаун»                                            | Линдон Чаббак    | Дэвид Коул                             | 26 октября 1994 г.          | 3 ноября 1994 г.         |
| Во время ужина в Чайнатауне Фрейзер был обеспокоен тем, что сообщил его чуткий слух: на улице произошло похищение. Похищенный – сын владельца ресторана, похититель – местный криминальный воротила. Все ещё более осложняется, когда к делу подключается ФБР. Саундтрек: "Prospero's Speech" в исполнении Лорины МакКеннитт                                                                     |      |                                                                    |                  |                                        |                             |                          |
| 8 | 1.07 | «Chicago Holiday, Part 1 / Чикагские каникулы, Часть 1»            | Пол Линч         | Джефф Кинг, Пол Хэггис                 | 10 ноября 1994 г.           | 10 ноября 1994 г.        |
| Новое задание Фрейзера – сопровождать дочь канадского дипломата на бал, в то время, как Рэй должен отыскать список клиентов убитого сутенёра. Они и предположить не могли, что скоро их задания пересекутся... Саундтрек: "Butterfly Wings" в исполнении Machines of Loving Grace Holly Cole and the Holly Cole Trio (исполняется во время танца, когда Фрейзер встречается с дочерью дипломата) |      |                                                                    |                  |                                        |                             |                          |
| 9 | 1.08 | «Chicago Holiday, Part 2 / Чикагские каникулы, Часть 2»            | Линдон Чаббак    | Джефф Кинг, Пол Хэггис                 | 17 ноября 1994 г.           | 17 ноября 1994 г.        |
| Продолжение предыдущей серии. В финале эпизода на балу песню исполняет Holly Cole. |      |                                                                    |                  |                                        |                             |                          |
| 10 | 1.09 | «A Cop, a Mountie and a Baby / Коп, конный полицейский и ребёнок»  | Стив ДиМарко     | Питер Колли, Кэти Слевин               | 1 декабря 1994 г.           | 1 декабря 1994 г.        |
| Мать грудного ребёнка ищет встречи с Фрейзером, чтобы просить его о помощи: её муж хочет продать собственного сына. Но испугавшись, что муж её найдет, прячет ребёнка в машине Рэя. Фрейзер и Веккио должны отыскать родителей ребёнка и помочь им разобраться, нужен им малыш или нет… Саундтрек: "Fear" в исполнении Сары Маклахлан, "Worlds Away" в исполнении The Northern Pikes.            |      |                                                                    |                  |                                        |                             |                          |
| 11 | 1.10 | «The Gift of the Wheelman / Подарок человека на колёсах»           | Джерри Цикоритти | Пол Хаггис                             | 15 декабря 1994 г.          | 15 декабря 1994 г.       |
| Банда Санта Клаусов грабит банк. После того, как один из грабителей «кидает» всех своих сообщников, Фрейзер начинает сомневаться в том, каковы же истинные намерения грабителя… Саундтрек: "Steaming" в исполнении Сары Маклахлан, "Henry Martin" и "Rumboldt" в исполнении Figgy Duff |      |                                                                    |                  |                                        |                             |                          |
| 12 | 1.11 | «You Must Remember This / Запомни это»                             | Дэвид Уорри-Смит | Питер Лефкорт                          | 5 января 1995 г.            | 5 января 1995 г.         |
| Рэй влюбляется в женщину, спасшую ему жизнь, однако вскоре узнаёт, что она торгует краденым оружием. Саундтрек: *"Why'd You lie?" в исполнении Colin James |      |                                                                    |                  |                                        |                             |                          |
| 13 | 1.12 | «A Hawk and a Handsaw / Сокол и ручная пила»                       | Дэвид Шор        | Дэвид Шор и Пол Хаггис                 | 19 января 1995 г.           | 19 января 1995 г.        |
| Чтобы расследовать смерть пациента психиатрической клиники, Фрейзеру приходится притвориться душевнобольным. А поскольку многие его таковым и считают, то это ему неплохо удаётся. Саундтрек: "Aqua Tuta" в исполнении Kashtin |      |                                                                    |                  |                                        |                             |                          |
| 14 | 1.13 | «An Eye For an Eye / Око за око»                                   | Стив ДиМарко     | Карла Кеттнер, Кэти Слевин, Джефф Кинг | 2 февраля 1995 г.           | 2 февраля 1995 г.        |
| Фрейзер присматривает за группой пожилых людей, на которых постоянно нападает один и тот же грабитель. Он учит их, как постоять за себя, пока не убеждается в том, что они подходят к делу серьёзнее, чем он думал… Саундтрек: "Bone of contention" в исполнении Spirit of the West, "Stain" в исполнении Salvador Dream, "Push" в исполнении Moist                                              |      |                                                                    |                  |                                        |                             |                          |
| 15 | 1.14 | «The Man Who Knew Too Little / Человек, который слишком мало знал» | Джордж Блумфилд  | Фрэнк Сиракьюза                        | 9 февраля 1995 г.           | 9 февраля 1995 г.        |
| Фрейзер и Рэй сопровождают свидетеля в Канаду. По дороге выясняется, что свидетель непростой и сопровождают его не только они… Саундтрек: "Such is the situation" в исполнении The Sidemen |      |                                                                    |                  |                                        |                             |                          |
| 16 | 1.15 | «The Wild Bunch / Дикая стая»                                      | Ричард Дж. Льюис | Кэти Слевин, Джэфф Кинг                | 16 февраля 1995 г.          | 16 февраля 1995 г.       |
| Дифенбеккер начинает вести себя очень агрессивно. Фрейзер пытается понять его мотивы, полагая, что волк решил вернуться назад к своим диким инстинктам. Ему нужно выяснить, так ли это. |      |                                                                    |                  |                                        |                             |                          |
| 17 | 1.16 | «The Blue Line / Голубая линия»                                    | Джордж Блумфилд  | Дэвид Шор                              | 8 марта 1995 г.             | 8 марта 1995 г.          |
| Друг детства Фрейзера, ставший звездой хоккея, получает письма с угрозами. Фрейзеру предстоит защитить его и выяснить, что же изменилось с тех пор. |      |                                                                    |                  |                                        |                             |                          |
| 18 | 1.17 | «The Deal / Сделка»                                                | Джордж Менделук  | Питер Лефкорт                          | 30 марта 1995 г.            | 30 марта 1995 г.         |
| Бывший одноклассник Рэя, ныне босс мафии, настаивает на том, чтобы полиция расследовала похищение подаяний в местной церкви. Фрейзер подозревает, что у него совсем другие мотивы, нежели забота о прихожанах, а у Рэя с ним свои счеты. |      |                                                                    |                  |                                        |                             |                          |
| 19 | 1.18 | «An Invitation to Romance / Романтическое приглашение»             | Джордж Блумфилд  | Дебора Реннард, Пол Хаггис             | 6 апреля 1995 г.            | 6 апреля 1995 г.         |
| Доставка приглашения на вечер в посольстве некой даме оборачивается для Фрейзера неприятностями, когда ревнивый приятель последней затевает разборки… Саундтрек: "Sleeping Beauty waltz" в исполнении The Emperor Quartet |      |                                                                    |                  |                                        |                             |                          |
| 20 | 1.19 | «Heaven and Earth / Небо и земля»                                  | Дэвид Уорри-Смит | Фил Бедард, Лари Лалонд                | 25 мая 1995 г.              | 16 июня 1995 г.          |
| Обстоятельства складываются так, что вопреки мнению скептиков, только видения бездомного могут привести Рэя и Фрейзера к похищенной девушке… Саундтрек: "At the hundredth meridian" в исполнении The Tragically Hip |      |                                                                    |                  |                                        |                             |                          |
| 21 | 1.20 | «Victoria's Secret, Part 1 / Тайна Виктории, Часть 1»              | Пол Хаггис       | Пол Хаггис и Дэвид Шор                 | 11 мая 1995 г.              | 2 июня 1995 г.           |
| В Чикаго появляется женщина, связанная с прошлым Фрейзера. У загадочной Виктории свои планы на констебля. Саундтрек: «Possession» в исполнении Сары Маклахлан, "O God, my God" в исполнении The Baha'i Chorale |      |                                                                    |                  |                                        |                             |                          |
| 22 | 1.21 | «Victoria's Secret, Part 2 / Тайна Виктории, Часть 2»              | Пол Хаггис       | Пол Хаггис и Дэвид Шор                 | 11 мая 1995 г.              | 2 июня 1995 г.           |
| Продолжение предыдущего эпизода. Саундтрек: "Fumbling Towards Ecstasy" в исполнении Сары Маклахлан |      |                                                                    |                  |                                        |                             |                          |
| 23 | 1.22 | «Letting Go / Отпуская прочь»                                      | Джордж Блумфилд  | Джефф Кинг и Кэти Слевин               | 1 июня 1995 г.              | 9 июня 1995 г.           |
| Фрейзер в больнице, оправляется после ранения. И попутно распутывает дело о шантаже в окне напротив (отсылка к фильму Альфреда Хичкока Окно во двор). Саундтрек: "Plenty" в исполнении Сары Маклахлан |      |                                                                    |                  |                                        |                             |                          |

### Второй сезон
| # | #    | Название                                                          | Режиссёр          | Автор сценария                                         | Дата выхода в эфир (Канада) | Дата выхода в эфир (США) |
| --- | ---- | ----------------------------------------------------------------- | ----------------- | ------------------------------------------------------ | --------------------------- | ------------------------ |
| 24 | 2.01 | «North / Север»                                                   | Джордж Блумфилд   | Джефф Кинг                                             | 9 ноября 1995 г.            | TBA                      |
| Направляясь в Канаду для ремонта сожжённого в предыдущей серии деревянного домика Фрейзера-старшего, Бентон (Пол Гросс) и Рэй Веккио (Дэвид Марчиано) попадают на самолёт, управляемый беглым преступником. После того, как последний покинул борт с парашютом, самолёт потерпел крушение, в результате чего констебль Фрейзер теряет зрение. Несмотря на все трудности, полицейские принимают решение во что бы то ни стало отыскать беглеца. В эпизоде появляются призраки отцов Фрейзера и Веккио, выступающие с диаметрально противоположными мнениями. Саундтрек: "California Dreamin" и "Ода к радости" в исполнении Бентона Фрейзера и Рэя Веккио и "I can't get off my horse" в аранжировке Пола Гросса |      |                                                                   |                   |                                                        |                             |                          |
| 25 | 2.02 | «Vault / Хранилище»                                               | Стив ДиМарко      | Кэти Слевин                                            | 7 декабря 1995 г.           | TBA                      |
| Хронологически серия является продолжением последней серии первого сезона( 1.22 «Letting Go / Отпуская прочь» ). Получив ранение при исполнении служебных обязанностей, детектив Веккио (Дэвид Марчиано) намерен получить страховку в банке во время перерыва. В это же время банк намерены ограбить преступники во главе с женщиной, известной по первой серии первого сезона (1.01 «Free Willie / Освободите Вилли»). В ходе попытки ограбления банка злоумышленниками констебль Фрейзер и детектив Веккио оказываются запертыми в банковском сейфе и намерены затопить его, рискуя погибнуть. Саундтрек: Композиции "Leading me on" и "Cha Shooky Doo" в исполнении Колина Джеймса (Colin James) |      |                                                                   |                   |                                                        |                             |                          |
| 26 | 2.03 | «Witness / Свидетель»                                             | Джордж Блумфилд   | Питер Мохан                                            | 14 декабря 1995 г.          | TBA                      |
| Из-за смены показаний свидетеля детектив Веккио попадает в следственный изолятор. Помогая другу и одновременно пытаясь разобраться в ситуации, констебль Фрейзер намерен сам попасть за решётку и вынужден совершить первое в жизни преступление. Саундтрек: "Waitin' for the streets to run", композиторы: Теллис Ньюкирк (Tallis Newkirk), Варка Яклака-Фарр (Varqa Yaklaka-Farr), Беди Вернер (Badi Varner) |      |                                                                   |                   |                                                        |                             |                          |
| 27 | 2.04 | «Bird in the hand / Синица в руке»                                | Пол Хаггис        | Пол Хаггис                                             | 21 декабря 1995 г.          | TBA                      |
| При сопровождении из канадской тюрьмы в зал суда Чикаго сбегает опасный преступник и свидетель по делу о контрабанде оружия Жерар — человек, убивший отца констебля Фрейзера. Разыскав Жерара, констебль Фрейзер неожиданно становится его покровителем и скрывает преступника от представителей органов федеральных служб. Зов к торжеству справедливости приводит к третьему серьёзному ранению канадца. |      |                                                                   |                   |                                                        |                             |                          |
| 28 | 2.05 | «The promise / Обещание»                                          | Джордж Блумфилд   | Майкл Тевершем (Michael Teversham)                     | 11 января 1996 г.           | TBA                      |
| Банда подростков — уличных воришек крадёт электронную записную книжку, из-за чего их жизнь теперь подвержена смертельной опасности. Для инспектора Мэг Тэтчер это дело становится личным, поскольку эти же воришки украли у неё фамильную драгоценность. Поиски подростков неожиданно приводят к одному из сенаторов, которого теперь подозревают в организации убийства... Саундтрек: "Goodbye train" в исполнении группы Big sugar |      |                                                                   |                   |                                                        |                             |                          |
| 29 | 2.06 | «The mask / Маска»                                                | Дэвид Уорри-Смит  | Джефф Кинг                                             | 18 января 1996 г.           | TBA                      |
| Артефакт, принадлежащий Канаде и Франции и состоящий из двух ритуальных масок канадских индейцев, похищен, предположительно хорошим знакомым констебля Фрейзера. На помощь в расследовании канадцу приходит ещё один индеец, Эрик. Фрейзер принимает помощь, не догадываясь, что имеет дело с настоящим трикстером. Саундтрек: "Ragged ass road" в исполнении Тома Кохрейна (Tom Cochrane) |      |                                                                   |                   |                                                        |                             |                          |
| 30 | 2.07 | «Juliet is bleeding / Джульетта истекает кровью»                  | Джордж Блумфилд   | Джефф Влейминг(Jeff Vlaming)                           | 1 февраля 1996 г.           | TBA                      |
| Детектив Луи Гардино погибает в результате взрыва автомобиля детектива Веккио, после чего в качестве подозреваемого задержан Френк Зуко (эпизод 1.17 "The Deal / Сделка"). Бентон Фрейзер настраивает против себя весь полицейский участок тем, что освободил главу преступной группировки. Френка Зуко подставили, уверен констебль, и сделал это очень близкий ему человек. Детектив Веккио (Дэвид Марчиано) в то же время вспоминает о своём романе с сестрой Зуко Айрин (Кэрри-Энн Мосс)... Саундтрек: В серии использованы темы итальянской народной музыки в современной аранжировке: "Finiculi finicula" (Suzie Katayama), "Mi'Amore, mia pistola (Jack Lenz & Jay Semko) и "Raimondo Sta Sanguinando" (Jack Lenz & Jay Semko)                                                                                             |      |                                                                   |                   |                                                        |                             |                          |
| 31 | 2.08 | «One good man / Один добряк»                                      | Малкольм Кросс    | Кэти Слевин и Джефф Кинг                               | 8 февраля 1996 г.           | TBA                      |
| Трущобы, в которых проживает канадец, вот-вот пойдут под снос, и никто уже не верит в хороший исход дела, даже уже известная зрителю (эпизод 1.02 "Diefenbaker's Day Off / Выходной Дифенбейкера") журналистка Маккензи Кинг (Мария Белло). Впрочем, на собственном примере констебль Фрейзер (Пол Гросс) доказывает, что и один в поле воин. Саундтрек: "Lock stock and teardrops" в исполнении Энди Дункана (Andy Dunkan) |      |                                                                   |                   |                                                        |                             |                          |
| 32 | 2.09 | «The edge / Предел»                                               | Ричард Льюис      | Сет Фримен                                             | 15 февраля 1996 г.          | TBA                      |
| Констебль Фрейзер допустил досадную ошибку и сомневается в своей профессиональной пригодности. Ему кажется, что он слишком стар, а на его месте уже могли бы быть более молодые и энергичные люди. Даже очередной противник (Кен Фори), профессиональный военный и убийца, намерен совершить громкое преступление в насмешку над канадским полицейским. |      |                                                                   |                   |                                                        |                             |                          |
| 33 | 2.10 | «Starman / Звёздный человек»                                      | Девид Уорри-Смит  | Френк Сиракуза                                         | 22 февраля 1996 г.          | TBA                      |
| Ян Макдональд (эпизод 1.14 «The Man Who Knew Too Little / Человек, который слишком мало знал») снова объявился и требует помощи. На этот раз он заявляет, что его девушку, которой он только что сделал предложение руки и сердца, похитили инопланетяне. И сделали они это вблизи от секретной военной базы, которая также ищет следы существования внеземного разума... Саундтрек: "Calling Occupants of Interplanetary Craft" в исполнении Klaatu, "Have I told you lately that I love you" в исполнении Вилли Нельсона (Willie Nelson), "See the light" в исполнении Джеффа Хили (Jeff Healey) |      |                                                                   |                   |                                                        |                             |                          |
| 34 | 2.11 | «We are the eggmen / Мы — любители яиц»                           | Джордж Блумфилд   | Питер Мохан и Майкл Тевершем                           | 26 февраля 1996 г.          | TBA                      |
| Некий владелец небольшой куриной фермы требует от правительства Канады, канадского консульства в США и лично констебля Фрейзера (Пол Гросс) 10 миллионов долларов в качестве возмещения морального ущерба. Детектив Веккио в то же время выигрывает крупную сумму денег в лотерею. Саундтрек: "All praise be to thee" в исполнении The Baha'i Chorale (музыка Моцарта) |      |                                                                   |                   |                                                        |                             |                          |
| 35 | 2.12 | «Some Like It Red / Некоторым к лицу лишь форма»                  | Гилберт М. Шилтон | Лучиано Комичи и Элизабет Комичи                       | 28 марта 1996 г.            | TBA                      |
| Констебль Фрейзер очень хочет помочь девочке из приюта. Но помочь ей можно лишь став миссис Фрейзер, учительницей и хорошим другом. Эпизод основан на классических мотивах переодевания, а также на легендах чикагской мафии. Саундтрек: "Heart of Glass" в исполнении Blondie, "Flying" в исполнении Blue Rodeo |      |                                                                   |                   |                                                        |                             |                          |
| 36 | 2.13 | «White Men Can't Jump to Conclusions / Мужчины решений не меняют» | Стив ДиМарко      | Дэвид Шор                                              | 4 апреля 1996 г.            | TBA                      |
| По подозрению в попытке убийства задержан с поличным несовершеннолетний чернокожий баскетболист. Всё говорит о его виновности, но констебль Фрейзер уверен в обратном. Недоумение Веккио и его коллег вызывает тот факт, что канадец пытается спасти от наказания человека, уже давшего чистосердечное признание. Саундтрек: "Peeps" в исполнении Cipher |      |                                                                   |                   |                                                        |                             |                          |
| 37 | 2.14 | «All the Queen's Horses / Вся королевская конница»                | Пол Хаггис        | Пол Гросс                                              | 11 апреля 1996 г.           | TBA                      |
| Отправляясь на демонстрацию своей знаменитой "карусели" на музыкальный парад в Чикаго, 32 канадских конных полицейских и не подозревали, что станут жертвами террористической атаки. Безумный Рэндалл Болт (Кеннет Уэлш) намерен подорвать устои целого государства, и теперь его могут остановить только избежавшие отравления газом констебль Фрейзер, инспектор Мэг Тэтчер, сержант Бак Фробишер (Лесли Нильсен), а также подоспевшие на помощь детектив Веккио и призрак Фрейзера-старшего (Гордон Пинсент). В этом эпизоде как никогда ранее удачно создатели совместили элементы сатиры, пародии (на американские боевики и вестерны, в частности, на фильм Захват 2: Тёмная территория), любовного романа и стелс-экшена. Саундтрек: "Ride Forever" в исполнени Пола Гросса                                                |      |                                                                   |                   |                                                        |                             |                          |
| 38 | 2.15 | «Body Language / Язык тела»                                       | Джон Кассар       | Джеймс Крамер                                          | 25 апреля 1996 г.           | TBA                      |
| Фрейзер возвращает некой даме игрушку — плюшевого кролика. Этот добросовестный поступок вовлекает его и Рэя в разборку между владельцами стрип-клубов Чикаго. Саундтрек: "New World Comin'" в исполнении Dawn Aitken, "Somebody's Been Lying To Me" в исполнении Black Market, "I'd Rather Be Your Lover" в исполнении Black Market, "Shut Up" в исполнении National Velvet, "Bonanza theme", "It's Greek To Me", "I Need New Tires", "Happy Birthday" |      |                                                                   |                   |                                                        |                             |                          |
| 39 | 2.16 | «The Duel / Дуэль»                                                | Гилберт М. Шилтон | Сэт Фримен                                             | 2 мая 1996 г.               | TBA                      |
| Фрейзер и Рэй играют в смертельно опасные кошки-мышки с хитроумным преступником, чья единственная цель после досрочного освобождения состоит в том, чтобы отомстить арестовавшему его полицейскому - Рэю Векио. Саундтрек: Концерт для фортепиано с оркестром № 1 Чайковского |      |                                                                   |                   |                                                        |                             |                          |
| 40 | 2.17 | «Red, White, or Blue / Красный, белый или синий»                  | Джордж Блумфилд   | Пол Гросс и Джон Кризенк (сюжет), Пол Гросс (сценарий) | 16 мая 1996 г.              | TBA                      |
| После дела о захвате поезда террористами (эпизод 2.14 «All the Queen's Horses / Вся королевская конница») всё внимание СМИ приковано лишь к Фрейзеру, от чего Рэй в свою очередь начинает испытывать недовольство. И это недовольство только растёт, когда зал суда и их самих захватывает тот же террорист вместе со своей семьёй. |      |                                                                   |                   |                                                        |                             |                          |
| 41 | 2.18 | «Flashback / Воспоминание»                                        | Гилберт М. Шилтон | Питер Мохан и Майкл Траверсшем (Michael Treversham)    | 19 сентября 1996 г.         | TBA                      |
| Преследуя грабителей, укравших бриллианты и взявших заложника, Фрейзер успевает разглядеть номер их машины, но падает с неё на крутом повороте. Казалось бы, что осталось всего лишь определить грабителей по номеру машины и спасти заложника. Вот только есть одна проблема - в результате падения Фрейзер потерял память. Теперь Рэй должен помочь своему другу вернуть память. (Данный эпизод предполагался, как финальный эпизод всего сериала, однако CBS во второй раз возобновил финансирование сериала. На CBS данный эпизод никогда не транслировался, потребовалось два с половиной года прежде чем он был показан в США на TNT network) Саундтрек: "Charming" в исполнении She Stole My Beer, "Butterfly Wings" в исполнении Machines of Loving Grace, "Possession" (акустическая версия) в исполнении Сары Маклахлан |      |                                                                   |                   |                                                        |                             |                          |

### Третий сезон
| # | #    | Название                                                                 | Режиссёр          | Автор сценария                        | Дата выхода в эфир (Канада) | Дата выхода в эфир (США) |
| --- | ---- | ------------------------------------------------------------------------ | ----------------- | ------------------------------------- | --------------------------- | ------------------------ |
| 42 | 3.01 | «Burning Down the House / Пепелище дома»                                 | Джордж Блумфилд   | Пол Гросс                             | 14 сентября 1997            | TBA                      |
| Фрейзер (Пол Гросс) возвращается из отпуска, проведённого в Канаде, и обнаруживает, что его дом сгорел. Кроме этого какой-то неизвестный (Каллум Кит Ренни) выдаёт себя за Рэя Веккио, а его слова подтверждают все окружающие. |      |                                                                          |                   |                                       |                             |                          |
| 43 | 3.02 | «Eclipse / Затмение»                                                     | Ричард Льюис      | Джон Кризенк                          | 21 сентября 1997 г.         | TBA                      |
| ОВР начинает расследование о пропаже наркотиков, под удар попадают все полицейские из офиса лейтенанта Уэлша. Лишь показания Рея Веккио могут помочь, но Стэнли "Рэй" Ковальски слишком занят, выслеживая преступника из своего прошлого. Фрейзер должен найти его и заставить вернуться в участок для того, чтобы опровергнуть обвинения. Саундтрек: "Oh, What a Feeling" в исполнении Crowbar |      |                                                                          |                   |                                       |                             |                          |
| 44 | 3.03 | «I Coulda Been a Defendant / Я должен быть защищён»                      | Джимми Кауфман    | Джефф Кинг                            | 28 сентября 1997 г.         | TBA                      |
| По вине Фрейзера и Ковальски жизнь человека, находящегося под программой защиты свидетелей, оказывается в смертельной опасности. Теперь они должны во что бы то ни стало защитить его. Саундтрек: "Brothers in Arms" в исполнении Dire Straits |      |                                                                          |                   |                                       |                             |                          |
| 45 | 3.04 | «Strange Bedfellows / Странные приятели»                                 | Джордж Блумфилд   | R.B. Carney                           | 5 октября 1997 г.           | TBA                      |
| Фрейзер и Ковальски вынуждены примерить на свои плечи роли телохранителей одного из членов городского совета, который к тому же встречается с бывшей женой Ковальски. Саундтрек: "Brindisi" Верди, "Wiener Blut" в исполнении The Emperor Quartet, "De Cara a la Pared" в исполнении Lhasa de Sela |      |                                                                          |                   |                                       |                             |                          |
| 46 | 3.07 | «Seeing is Believing / Видеть − значит верить»                           | Стив ДиМарко      | R.B. Carney                           | 12 октября 1997 г.          | TBA                      |
| Тэтчер, Ковальски и Уэлш становятся свидетелями убийства, произошедшего в торговом центре, вот только их версии произошедшего существенно отличаются. Так что Фрейзеру придётся взять расследование в свои руки. Саундтрек: "November", "Sirens", "Premonition" в исполнении Mythos |      |                                                                          |                   |                                       |                             |                          |
| 47 | 3.06 | «Bounty Hunter / Охотник за головами»                                    | Стив ДиМарко      | Джордж Уолкер                         | 19 октября 1997 г.          | TBA                      |
| Фрейзер помогает женщине, имеющей трёх детей и промышляющей ремеслом охотника за головами. Саундтрек: "Unloved" в исполнении Jann Arden, "You're Everywhere" в исполнении Blue Rodeo |      |                                                                          |                   |                                       |                             |                          |
| 48 | 3.05 | «Mountie and Soul / Конный полицейский и душа»                           | Стив ДиМарко      | Майкл Траверсшем (Michael Treversham) | 26 октября 1997 г.          | TBA                      |
| Фрейзер и Ковальски расследуют убийство, связанное с боксом. Саундтрек: "Slave to Your Love" в исполнении Dutch Robinson, "Cubically Contained" в исполнении Headstones |      |                                                                          |                   |                                       |                             |                          |
| 49 | 3.08 | «Spy vs. Spy / Шпион против шпиона»                                      | Пол Линч          | Дэвид Коул                            | 2 ноября 1997г.             | TBA                      |
| Партнёр Фрейзера по шахматам утверждает, что является шпионом. |      |                                                                          |                   |                                       |                             |                          |
| 50 | 3.11 | «Asylum / Убежище»                                                       | Джордж Блумфилд   | Джули Лейси                           | 16 ноября 1997 г.           | TBA                      |
| Ковальски подозревают в убийстве одного из криминальных авторитетов. У Фрейзера нет другого выбора, кроме как арестовать своего друга и поместить под стражу в канадском консульстве, пока не найдёт настоящего убийцу. Саундтрек: "Boring Days" в исполнении Race |      |                                                                          |                   |                                       |                             |                          |
| 51 | 3.10 | «Perfect Strangers / Идеальные незнакомцы»                               | Френсис Дембергер | Дэвид Коул                            | 30 ноября 1997 г.           | TBA                      |
| Фрейзер и Ковальски расследуют две смерти – в Торонто и в Чикаго, которые связывает лишь значок первой жертвы – стюардессы, найденный в руке второго убитого. А тем временем инспектор Тэтчер принимает решение стать матерью и просит Фрейзера принять участие в этом процессе. Саундтрек: "Heroic Doses" в исполнении Glueleg, "Memorare" в исполнении Benedictine Monks of Saint-Benoit-du-Lac, "Watching the Apples Grow" в исполнении Стэна Роджерса |      |                                                                          |                   |                                       |                             |                          |
| 52 | 3.09 | «Dead Guy Running / Бег мертвеца»                                        | Джордж Блумфилд   | Пол Кворингтон                        | 4 января 1998 г.            | TBA                      |
| В приступе ярости Рэй пробивает кулаком стену в комнате допросов, за которой он и Фрейзер обнаруживают труп. Улики указывают на настоящего Рэя Веккио, и чтобы не вызывать раньше времени подозрений, напарники прячут труп до тех пор, пока не распутают дело. |      |                                                                          |                   |                                       |                             |                          |
| 53 | 3.12 | «Mountie on the Bounty, Part 1 / Конный полицейский на корабле, Часть 1» | Джордж Блумфилд   | R.B. Carney, Пол Гросс, Джон Кризенк  | 15 марта 1998 г.            | TBA                      |
| Фрейзер и Ковальски начинают расследование убийства, которое приводит их на тонущее в водах Великих озёр грузовое судно. Саундтрек: "Robert MacKenzie" в исполнении Пола Гросса и Captain Tractor, "Sophia's Pipes" в исполнении Эшли МакИсаак, "Barrett's Privateers" в исполнении Стэна Роджерса Примечание: Пол Гросс намерен был использовать песню Гордона Лайтфута "The Wreck of the Edmund Fitzgerald" в этом эпизоде и Лайтфут дал разрешение, при условии получения согласия семей моряков. Но, чтобы не причинять дополнительную боль их семьям, Гросс и Джей Семко вместо этого написали и поместили песню "Robert Mackenzie" для данного эпизода. |      |                                                                          |                   |                                       |                             |                          |
| 54 | 3.13 | «Mountie on the Bounty, Part 2 / Конный полицейский на корабле, Часть 2» | Джордж Блумфилд   | R.B. Carney, Пол Гросс, Джон Кризенк  | 22 марта 1998 г.            | TBA                      |
| Продолжение предыдущей серии. Фрейзер и Ковальски пытаются поймать преступников, укравших золотые слитки. Саундтрек: "Drunken Sailor" в исполнении Captain Tractor, "Czardas" в исполнении Leahy, "Robert MacKenzie" в исполнении Пола Гросса и Captain Tractor |      |                                                                          |                   |                                       |                             |                          |

### Четвёртый сезон
| # | #    | Название                                                   | Режиссёр        | Автор сценария           | Дата выхода в эфир (Канада) | Дата выхода в эфир (США) |
| --- | ---- | ---------------------------------------------------------- | --------------- | ------------------------ | --------------------------- | ------------------------ |
| 55 | 3.14 | «Doctor Longball / Доктор Длинный Мяч»                     | Ларри МакЛин    | Пол Кворингтон           | 23 сентября 1998 г.         | TBA                      |
| Фрейзер, Уелш и Ковальски отправляются в небольшой городок Уиллисон, чтобы помочь местной бейсбольной команде, которая является жертвой подозрительной серии неудач. Саундтрек: "Take me out to the ballgame" в исполнении Trevor Hurst |      |                                                            |                 |                          |                             |                          |
| 56 | 3.15 | «Easy Moneyl / Лёгкие деньги»                              | Джордж Блумфилд | Дэвид Шор                | 30 сентября 1998 г.         | TBA                      |
| Фрейзер и его наставник Квинн, приехавший в Чикаго, чтобы остановить энергетическую компанию от строительства ГЭС и затопления его родных земель, становятся свидетелями ограбления ювелирного магазина. Хотя им и удаётся поймать одного из бандитов, украденные драгоценности ещё только предстоит найти. |      |                                                            |                 |                          |                             |                          |
| 57 | 3.16 | «A Likely Story / Хорошая история»                         | Стивен Серджик  | Дэвид Янг                | 21 января 1999 г.           | TBA                      |
| В парке смертельно ранят знакомого Фрейзера — мистера Туччи, продавца кренделей. Теперь канадец должен не только расследовать убийство, но и выполнить данное умирающему слово — позаботиться о его больной жене. |      |                                                            |                 |                          |                             |                          |
| 58 | 3.17 | «Odds / Странности»                                        | Стив ДиМарко    | Роб Форсайт              | 11 ноября 1998 г.           | TBA                      |
| Операцию Рэя по задержанию людей, незаконно играющих в покер на деньги, прерывает человек в маске, устроивший взрыв и скрывшийся со всеми поставленными на кон деньгами. Полицейский департамент Чикаго арестовывает всех игроков, один из которых становится приманкой в игре, где ставки ещё выше. Специально приглашённый гость: Стэфани Романов |      |                                                            |                 |                          |                             |                          |
| 59 | 3.18 | «The Ladies Man / Дамский угодник»                         | Джордж Блумфилд | Джон Кризенк             | 21 октября 1998 г.          | TBA                      |
| Рэй находится на пределе, потому что через пару дней должна состояться смертная казнь женщины, которую он арестовал восемь лет назад. После визита к ней он понимает, что уже не верит в её виновность. Теперь у него и Фрейзера есть лишь 48 часов, чтобы пересмотреть это старое дело и понять кто же на самом деле убийца. |      |                                                            |                 |                          |                             |                          |
| 60 | 3.19 | «Mojo Rising / Моджо в опасности»                          | Брюс Питман     | Френк Сиракуза           | 28 октября 1998 г.          | TBA                      |
| Фрейзер и Рэй спасают незнакомца, убегающего от двух вооружённых людей, но то, что на первый взгляд казалось ограблением, оказывается задержанием иммиграционной службой преступника. Подозреваемый спасается, угнав машину Рэя. Поиски сбежавшего приводят в гаитянскую общину в Чикаго и вовлекают в практику вуду. |      |                                                            |                 |                          |                             |                          |
| 61 | 3.20 | «Mountie Sings the Blues / Конный полицейский поёт блюз»   | Ларри МакЛин    | Гейл Коллинз, Дэвид Коул | 18 ноября 1998 г.           | TBA                      |
| Канадская кантри-исполнительница Трейси Дженкинс приезжает в Чикаго на гастроли. Звезда вынуждена просить защиту у канадского консульства и полиции Чикого после получения угрозы убить её. Фрейзер и Рэй ведут расследование, выясняя кто может желать смерти певицы. Сама же Трейси проявляет интерес к Фрейзеру и его певческим навыкам и просит спеть вместе для её нового альбома "Ничья девушка". |      |                                                            |                 |                          |                             |                          |
| 62 | 3.21 | «Good for the Soul / Благо для души»                       | Джордж Блумфилд | Питер Мохан              | 16 декабря 1998 г.          | TBA                      |
| Фрейзер умудряется поссориться с главным гангстером Чикаго, настаивая, чтобы тот извинился перед официантом за нанесение физической травмы. После получения отказа он начинает вмешиваться в бизнес преступника, Рэй пытается убедить Фрейзера бросить это гиблое дело - заставить принести извинения, но канадец полон решимости и твёрдо стоит на своём. Саундтрек: "Watching the Apples Grow" в исполнении Стэна Роджерса |      |                                                            |                 |                          |                             |                          |
| 63 | 3.22 | «Dead Men Don't Throw Rice / Мертвецы не разбрасывают рис» | Джордж Блумфилд | Дэвид Коул               | 4 ноября 1998 г.            | TBA                      |
| Фрейзер и Ковальски защищают важного свидетеля, но за день до суда теряют его. Теперь ради общего дела Фрейзеру предстоит поработать под прикрытием... в качестве трупа! |      |                                                            |                 |                          |                             |                          |
| 64 | 3.23 | «Say Amen / Скажи аминь»                                   | Джордж Блумфилд | Джон Кризенк             | 4 марта 1999 г.             | TBA                      |
| Фрейзер, Ковальски и Тэтчер становятся свидетелями похищения молодой девушки. Следы приводят их в церковь. Примечание: В начале серии на афише кинотеатра можно увидеть названия нескольких эпизодов сериала (3.09 «Dead Guy Running / Бег мертвеца», 3.21 «Good for the Soul / Благо для души», 3.07 «Seeing is Believing / Видеть − значит верить», 3.01 «Burning Down the House / Пепелище дома»). |      |                                                            |                 |                          |                             |                          |
| 65 | 3.24 | «Hunting Season / Сезон охоты»                             | Джордж Блумфилд | Френсис Дембергер        | 11 марта 1999 г.            | TBA                      |
| Констебль Мэгги Маккензи ищет убийц своего мужа, след приводит её в Чикаго. Фрейзер и Ковальски не только помогают девушке найти убийц, но и соперничают за её внимание. Саундтрек: "Song For A Winter's Night" в исполнении Сары Маклахлан, "Watching the Apples Grow" в исполнении Стэна Роджерса |      |                                                            |                 |                          |                             |                          |
| 66 | 3.25 | «Call of the Wild, Part 1 / Зов природы, Часть 1»          | Стив ДиМарко    | Пол Гросс, Р.Б. Карни    | 14 марта 1999 г.            | TBA                      |
| Расследование очередного убийства выводит Фрейзера и Ковальски на след крупной операции по контрабанде оружия, продавцом является Холловэй Малдун - преступник, за которым ещё при жизни гонялся Боб Фрейзер. Кроме того, это дело приводит напарников к настоящему Рэю Веккио (Дэвид Марчиано), работающему под глубоким прикрытием, которое теперь успешно тает на глазах. Серия заканчивается тем, что, преследуя Малдуна, Фрейзер и Ковальски оказываются держащимися за крыло взлетающего самолёта. Продолжение следует... Саундтрек: "Full of Grace" в исполнении Сары Маклахлан                                                                                |      |                                                            |                 |                          |                             |                          |
| 67 | 3.26 | «Call of the Wild, Part 2 / Зов природы, Часть 2»          | Стив ДиМарко    | Пол Гросс, Р.Б. Карни    | 14 марта 1999 г.            | TBA                      |
| Фрейзер и Ковальски продолжают преследование торговца оружием. Выпрыгнув из самолёта, они должны преодолеть опасное ледяное поле и не провалиться в трещины, которыми оно кишит, чтобы объединить свои усилия с Тэтчер, Тёрнбуллом и легендарным северным отрядом Бака Фробишера для поимки не только Малдуна, но и его покупателя Сайруса Болта — ещё одого родственника того самого Рэндалла Болта (эпизоды 2.14 «All the Queen's Horses / Вся королевская конница» и 2.17 «Red, White, or Blue / Красный, белый или синий»). Саундтрек: "Resurrection" в исполнении Moist, "Northwest Passage" в исполнении Стэна Роджерса, "Holy Tears" в исполнении Тары Маклейн |      |                                                            |                 |                          |                             |                          |